# Frida Perlen
Frida Perlen (* 4. April 1870 in Ludwigsburg; † 22. Dezember 1933 in Freudenstadt) war eine deutsche Pazifistin.
Sie kämpfte in der bürgerlichen Frauenbewegung zu Beginn des 20. Jahrhunderts für  die staatsbürgerliche Gleichstellung der Frau. Nach dem Ersten Weltkrieg war sie Mitbegründerin  der Internationalen Frauenliga für Frieden und Freiheit (IFFF), der deutschen Sektion der Women’s International League for Peace and Freedom.

## Leben
Frida Perlen entstammt einer jüdischen Familie aus Ludwigsburg. Hier wurde sie am 4. April 1870 als das zweitjüngstes von zwölf Kindern geboren. Ihr Vater, Carl Kauffmann, war Fabrikant und in zweiter Ehe verheiratet. Er starb, als Frida 13 Jahre alt war.
1871 zog die Familie Kauffmann von Ludwigsburg nach Stuttgart. Zusammen mit seinem Bruder Jakob gründete der Vater dort eine Mechanische Baumwollweberei.
Frida wuchs gut integriert in großbürgerlichen Verhältnissen auf und erhielt die für Mädchen damals übliche Schul- und Allgemeinbildung, um sie auf ihre Rolle als Ehefrau und Mutter vorzubereiten. Sie war  Schülerin einer Höheren-Töchter-Schule, die die Mädchen gewöhnlich nach 9 oder 10 Jahren ohne einen qualifizierenden Abschluss verließen. Ein Gymnasium zu besuchen und die Schulausbildung  mit dem Abitur abzuschließen blieb den Jungen vorbehalten.
Im Alter von 19 Jahren heiratete Frida den aus Esslingen am Neckar stammenden jüdischen Kaufmann Eugen Perlen. Er war zehn Jahre älter als sie und Teilhaber des 1871 von seinem Vater in Stuttgart  eröffneten Tuchgeschäfts Perlen & Cie. Das Ehepaar hatte zwei Söhne, Karl Hans und Alfred, geboren 1891 und 1894. Beide Söhne nahmen am Ersten Weltkrieg teil. Der jüngere, Alfred, fiel bei der Westoffensive im März 1918 in Nordfrankreich. Der ältere, Hans, kehrte kriegsversehrt mit der Württembergischen Silbernen Verdienstmedaille und dem EK II zurück.
Nach der Machtübernahme der Nationalsozialisten hielt sich Frida Perlen 1933 zunächst in der Schweiz auf. Nach einem Aufenthalt in Genf im April wohnte sie in Zürich im Haus von Clara Ragaz, der Leiterin der Schweizer Sektion der Internationalen Frauenliga für Frieden und Freiheit [IFFF]. Im Herbst kehrte sie schwer krank nach Deutschland zurück. Sie starb am 22. Dezember 1933 im Kurhaus des jüdischen Arztes Dr. Carl  Beer in Freudenstadt. Die Todesursache ist nicht bekannt. Einige ihrer Freundinnen im Ausland vermuteten einen Suizid. Ihre Urne wurde anonym auf dem Pragfriedhof in Stuttgart beigesetzt.

## Politisches Engagement

### Positionierung  als Radikale in der bürgerlichen Frauen- und Stimmrechtsbewegung
Seit 1904 war Frida Perlen in der bürgerlichen Frauenbewegung aktiv. Hier gehörte sie zum linken Flügel, den „Radikalen“. Im Gegensatz zu den „Gemäßigten“ kämpften diese nicht nur für die Einrichtung von Mädchengymnasien, die Zulassung von Frauen an den  Universitäten und die grundsätzliche Möglichkeit für Frauen, über einen Beruf selbst für ihren Lebensunterhalt zu sorgen. Sie verlangten politische Mitbestimmung und staatsbürgerliche Gleichstellung mit den Männern. Die Voraussetzung dafür war die Einführung des Frauenwahlrechts. Als Mitglied im Deutschen Verband für Frauenstimmrecht setzte sich Frida Perlen auch dafür ein.
Die Forderungen  der radikalen Frauenrechtlerinnen stießen jedoch nicht nur auf den Widerstand der bisher privilegierten Männer. Der eigene Verband, der Bund deutscher Frauenvereine, der 1894 als Dachverband aller Frauenvereine zur gemeinsamen Vertretung der Interessen der Frauen gegründet worden war, distanzierte sich recht schnell von den radikalen Forderungen zur Veränderung der gesellschaftlichen Verhältnisse. Die Leitung des BDF und mit ihr die Mehrzahl der sogenannten gemäßigten Frauenvertreterinnen unterstützte die national-chauvinistischen Tendenzen im Deutschen Reich, während die Radikalen ein klares Bekenntnis zu internationaler Friedensarbeit und zum Kampf für das Frauenstimmrecht forderten. Einige radikale Frauenverbände verfolgten daher außerhalb des Dachverbands ihre Ziele, gründeten Zeitschriften zur Publikation von Nachrichten aus der Friedensbewegung und veröffentlichten Artikel gegen Krieg und Militarismus. Zu dem Kampf für Frauenrechte war für Frauenrechtlerinnen wie Frida Perlen der Kampf gegen Militarisierung und Krieg getreten.

### Eintritt in die  Deutsche Friedensgesellschaft und Gründung einer Frauenvereinigung in der DFG
1913, als die Planung  eines Krieges immer deutlicher wurde,  trat  Frida Perlen der Deutschen Friedensgesellschaft (DFG) bei. Seit 1899 hatte die Organisation ihren Hauptsitz in Stuttgart. Schon wenige Monate nach ihrem Eintritt wurde Frida Perlen Mitbegründerin des Frauenbundes der DFG.
Die Absicht, einen Verein für Frauen zu gründen, kündigte sie im Frühjahr 1914 im Völker-Frieden, der Mitgliederzeitschrift der Deutschen Friedensgesellschaft, an. Gründungstermin sollte der 7. Deutsche Friedenskongress im Mai sein. In Absprache mit dem Vorstand der DFG, in dem auch Mathilde Planck saß, organisierten sie und eine weitere Stuttgarter Pazifistin im Rahmen dieses Kongresses eine „Tagung pazifistischer Frauen“. Es gelang ihnen, namhafte Unterstützerinnen für eine eigene Frauenorganisation innerhalb der DFG  zu gewinnen wie etwa Bertha von Suttner, die erste bedeutende Frau in der Friedensbewegung und Trägerin des Friedensnobelpreises von 1905.
Der offizielle Gründungstermin des Frauenbunds der DFG war schließlich der 24. Mai 1914, wenige Wochen vor Beginn des Ersten Weltkriegs. Mitglieder des Frauenbunds waren satzungsgemäß zugleich auch Mitglied in der DFG. Der Vorstand des Frauenbunds arbeitete anfänglich sehr eng mit der männlichen Leitung der DFG zusammen. Als aktives Mitglied des Frauenbunds hatte Frida Perlen einen Sitz im Vorstand der DFG.
Mit gezielter Öffentlichkeitsarbeit und einer kleinen Schar von Mitstreiterinnen versuchte sie den Frieden zu retten. Ihr unermüdlicher Einsatz brachte jedoch wenig Erfolg. Das Vorgehen der Pazifistinnen wurde im nationalistischen Kaiserreich als Schande empfunden. Die Mehrheit der Frauen sah es als ihre Pflicht an, an der Seite der Männer zu stehen und einen Krieg auf sich zu nehmen.
In dieser verzweifelten Situation wandte sich der Frauenbund der DFG am 30. Juli 1914 schließlich mit einem Telegramm, unterschrieben von Frida Perlen und Mathilde Planck,  direkt an den deutschen Kaiser und bat ihn, im Namen von Millionen deutscher Mütter den Frieden zu erhalten. Der Impuls für das Telegramm ging von Frida Perlen aus. Dazu angeregt hatte sie eine Aktion der Stimmrechtsbewegung in London. Diese hatte am 28. Juli 1914 in einem offenen Brief an den britischen Außenminister und an alle wichtigen Botschafter in London die Mächtigen dazu aufgerufen, „die schreckliche Katastrophe ohne Parallele abzuwenden“.
Der Appell der Pazifistinnen fand keine Beachtung. Sie standen der allgemeinen Kriegsbegeisterung machtlos gegenüber. Die Pazifistinnen gaben jedoch nicht auf und bemühten sich weiter, durch Aufklärungsarbeit und Publikationen zumindest die Frauen doch noch für den Frieden zu gewinnen.

### Pazifistische Tätigkeiten während des Ersten Weltkriegs und Bruch mit der DFG
Mit dem Flugblatt In ernster Zeit, das im September 1914 dem Völker-Frieden beilag, appellierte Frida Perlen erneut an die fortschrittlichen Frauen und bat um ihre Unterstützung. Die Mütter Europas seien dazu berufen, dem Hass der kriegführenden Völker nicht nachzugeben und für die Beendigung des Kriegs und für das Frauenstimmrecht einzutreten.
Auch dieser Aufruf konnte die Frauen nicht für den Frieden  mobilisieren. Der BDF beschloss, die Männer im Feld zu unterstützen, und organisierte über die verschiedenen Frauenverbände den Nationalen Frauendienst zur Kriegsfürsorge. Die kleine Gruppe der radikalen Pazifistinnen war nach Kriegsausbruch sofort völlig isoliert. Die Regierung verbot pazifistische Versammlungen, pazifistische Äußerungen wurden strafbar. Auch die DFG war bereit, in diesem „Verteidigungskrieg“ humanitäre Hilfe zu leisten. Der Frauenbund der DFG mit Frida Perlen im Vorstand verweigerte indes die Hilfe und bestand auf seiner Forderung nach sofortiger Beendigung des Krieges.
Im Oktober 1914 richtete Frida Perlen eine Petition an den Reichskanzler, sich unabhängig vom Kriegsverlauf für Kriegsende und Verständigung einzusetzen. Der Vorsitzende der DFG unterstützte dieses Vorgehen des Frauenbunds nicht. Zum Bruch zwischen DFG und Frauenbund kam es zu Beginn des Jahres 1915, als in Den Haag eine internationale Frauen-Friedenskonferenz zusammentreten sollte. Die männliche Führung der DFG lehnte eine solche Konferenz ab und untersagte eine offizielle Vertretung des Frauenbunds der DFG bei dem Treffen. Frida Perlen ließ sich dadurch nicht abhalten. Sie wirkte bereits im Februar in Amsterdam an der Vorbereitung des Kongresses mit. Zur Teilnahme an dem Kongress, der Ende April 1915 stattfand, wurde ihr dann allerdings von den deutschen Behörden der Pass verweigert. Als Grund wird eine von ihr bei dem Vorbereitungstreffen ausgearbeitete Resolution mit dem Titel Forderung eines Waffenstillstands vermutet, die sie  zur Abstimmung bringen wollte.

#### Der Frauen-Friedenskongress in Den Haag
Auf dem Internationalen Frauenfriedenskongress im April 1915 kamen über 1000 delegierte Frauen aus zwölf Ländern zusammen. Aus Deutschland konnten 28 Frauen teilnehmen. Neben dem Protest gegen den „Wahnsinn“ des Krieges und der Forderung nach Einstellung der Kampfhandlungen stand für die delegierten Frauen auch hier die Forderung nach politischer Gleichberechtigung mit den Männern auf der Tagesordnung. Mit großer Professionalität erarbeiteten sie Vorschläge für das Zustandekommen eines Friedensschlusses und die Vermeidung künftiger Kriege. Eine Deputation der Kongressteilnehmerinnen überbrachte nach Abschluss der Konferenz den Regierungen der kriegführenden und neutralen Länder ein Papier mit den Ergebnissen und Beschlüssen der Konferenz zur Kenntnisnahme. Keine Regierung ließ sich zu diesem Zeitpunkt auf die Vorschläge der Pazifistinnen ein. Immerhin fand die Forderung der Pazifistinnen nach einer dauerhaften internationalen Organisation mit einem internationalen Schiedsgericht zur friedlichen Beilegung von Konflikten unter den Völkern Europas im Januar 1918 Eingang in das 14-Punkte-Programm des amerikanischen Präsidenten Wilson für einen Verhandlungsfrieden.
Auf dem Frauen-Friedenskongress gründeten die Pazifistinnen zur Fortführung ihrer Arbeit das Internationale Frauenkomitee für Dauernden Frieden. Dieses sollte in nationalen Ausschüssen weiterarbeiten und nach Beendigung des Krieges einen weiteren internationalen Frauen-Friedenskongress organisieren.

#### Mitarbeit im Internationalen Frauenkomitee für Dauernden Frieden
In Stuttgart stand Frida Perlen für diese Aufgaben bereit. Zudem bemühte sie sich weiter um die Unterstützung pazifistischer Männer. So suchte sie am 15. Mai 1915 in Genf den französischen Schriftsteller und Pazifisten Romain Rolland auf, der Kritik an der nationalistischen Kriegspolitik sowohl Frankreichs als auch Deutschlands übte und zu Verhandlungen riet, anstatt auf Sieg zu setzen. Das Treffen verlief jedoch für beide Seiten unbefriedigend. In seinem anschließenden Tagebucheintrag fühlte sich  Rolland von der „stürmischen Pazifistin aus Deutschland“, „eine(r) stattliche(n) Frau von blühendem, cholerischem Aussehen“ unter Druck gesetzt und konnte nicht auf ihren Vorschlag eingehen, sich an die Spitze der pazifistischen Bewegung in der Schweiz zu stellen.
Nach diesem Fehlschlag konzentrierte sich Frida Perlen darauf, unter den Frauen weitere Mitstreiterinnen zu finden. Gemeinsam mit den deutschen Pazifistinnen Anita Augspurg, Lida Gustava Heymann und Elise von Schlumberger, die am Haager Friedenskongress teilgenommen hatten, richtete sie erneut einen Appell an die deutschen Frauen. Sie selbst verfasste einen Beitrag für die Flugschrift Der Weg zum dauernden Frieden. In einem fiktiven Dialog klärte sie hier die Frauen darüber auf, was sie tun müssten, um gegen den Krieg zu kämpfen. Sie war überzeugt, in einem weltweiten Zusammenschluss von „hunderttausend und aberhunderttausend von Frauen“, mit einem „Heer der Mütter“, die auf die Straße gehen, ein Gegengewicht zu den männlichen Kriegsheeren schaffen zu können. Die massenhafte Präsenz friedliebender Mütter und Frauen in der Öffentlichkeit würde nach ihrer Überzeugung Gewalt gegen sie unmöglich machen und die Männer eines Besseren belehren.
Aufgrund der Siegesmeldungen zu Beginn des Krieges stieß die Kampagne auf wenig Interesse bei den deutschen Frauen. Pazifistinnen wurden von vielen Seiten massiv bedroht und brachten sich mit ihrer Arbeit nicht selten in Lebensgefahr. Der Alldeutsche Verein rief die national gesinnten Frauen dazu auf, diese „Vaterlandsverräterinnen“ zu melden, damit sie für ihre pazifistischen Bestrebungen, für ihr „Flaumachen“, angeklagt und bestraft werden konnten. Die Zensur verhinderte den Druck von Informationsmaterial und beschlagnahmte die im Ausland gedruckten Broschüren. Die Treffen der Pazifistinnen mussten meist heimlich stattfinden, getarnt als Kaffeekränzchen, und die Frauen sahen sich gezwungen, sich einer Geheimsprache zu bedienen. Trotz aller Vorsichtsmaßnahmen erteilten die Behörden Frida Perlen zeitweise eine Briefsperre, ihre Wohnung wurde durchsucht und sie wurde immer wieder verhört. Eine Verhaftung blieb ihr erspart, obwohl sie sich weiterhin öffentlich äußerte und Unterschriftenlisten für Eingaben beim Reichskanzler sammelte. Gegen alle Widerstände setzte sie auch während des Kriegs ihre Arbeit für den Frieden und für das Frauenstimmrecht fort.

### Trotz Wahlrecht Verzicht auf Parlamentsarbeit
Nach der Novemberrevolution von 1918 mit der Abschaffung der Monarchie und der Umwandlung des Staates in eine Republik erhielten Frauen ab dem 21. Lebensjahr von der Übergangsregierung das aktive und passive Wahlrecht zugesprochen. Sie konnten am 19. Januar 1919 die Mitglieder für die Nationalversammlung, das verfassunggebende Parlament, wählen und selbst gewählt werden.
Frida Perlen bemühte sich nach Erhalt des Wahlrechts nicht darum, ins Parlament zu gelangen, und schloss sich auch keiner politischen Partei an. Sie vertrat die Ansicht, dass Frauen innerhalb der bestehenden Männerparteien keine wirklich weibliche Politik machen könnten. Bei einer Diskussion bekannte sie sich 1920 zum „parteilosen Sozialismus“. Im Kapitalismus sah sie eine Gefahr für den Frieden.
Ihre künftige Lebensaufgabe sah Frida Perlen schließlich darin, durch Aufklärung und Appelle an die menschliche Vernunft sich im Zusammenschluss mit anderen Pazifistinnen für den Erhalt des Friedens einzusetzen.

### Teilnahme am Friedenskongress in Zürich. Mitbegründerin der deutschen Sektion der Internationalen Frauenliga für Frieden und Freiheit (IFFF)
Als eine von 28 deutschen Frauen konnte sie im Mai 1919 am zweiten Internationalen Frauen-Friedenskongress teilnehmen. Wie auf dem Haager Treffen von 1915 geplant, fand dieser parallel zum offiziellen Friedenskongress nach Beendigung des Krieges statt, um eine Plattform für die Forderungen der Frauen zu haben. Allerdings konnte man nicht am Ort der offiziellen Verhandlungen, in Paris, tagen, da die deutschen Frauen befürchten mussten, für Frankreich keine Einreisegenehmigung zu erhalten. So traf man sich in Zürich.
Die schließlich im Versailler Vertrag festgelegten Friedensbedingungen hielten die Kongressteilnehmerinnen für nicht geeignet, einen gerechten und dauernden Frieden zu sichern. Auch für sie war der Vertrag das Diktat der Sieger und weit entfernt von einem Verhandlungsfrieden, wie sie ihn seit Ausbruch des Krieges angestrebt hatten. Als Vertreterinnen des Landes, dem man die Schuld am Krieg gab, hielten sich die deutschen Pazifistinnen und auch Frida Perlen mit einer öffentlichen Kritik an den Friedensbedingungen aber weitgehend zurück.
An der Debatte über den Völkerbund und seine Satzung beteiligten sie sich hingegen mit großem Engagement. Frida Perlen lehnte die von den Männern erarbeitete Fassung ab, die nicht ihrem pazifistischen Ideal entsprach. Immer wieder schickten die tagenden Frauen Verbesserungsvorschläge von Zürich nach Paris. In das Versailler Vertragswerk fanden die umfassenden, zur Friedenssicherung möglicherweise eher geeigneten Konzepte keinen Eingang.
In Zürich wurde klar, dass die Arbeit des Internationalen Frauenausschusses für Dauernden Frieden nach dieser Konferenz nicht beendet sein konnte. Für die weitere erfolgreiche Zusammenarbeit der Pazifistinnen war allerdings zunächst eine Umstrukturierung der eigenen Organisation erforderlich. Sie erhielt eine feste Satzung und wurde in „Internationale Frauenliga für Frieden und Freiheit“ (IFFF) umbenannt. In Genf, wo auch der Völkerbund tagte, wurde ein internationales Büro eingerichtet. An der Spitze standen ein neunköpfiges internationales Komitee und eine Präsidentin. In den Ländern wurden nationale Organisationen mit ähnlich festen Strukturen eingerichtet.
Am Aufbau der deutschen Sektion der IFFF war Frida Perlen entscheidend mitbeteiligt. Sie war im Leitungsgremium eine der fünf Beauftragten und setzte von Stuttgart aus ihre internationale Arbeit für den Frieden fort.

### Identifikation mit den Zielen der IFFF. Arbeit als Pressereferentin
Mit der IFFF konnte sie sich identifizieren. Sie leitete die Pressekommission und ab 1923 auch die Kommission „Kampf gegen die Kriegführung mit wissenschaftlichen Mitteln“, die 1928 um den Zusatz „und für Abrüstung“ erweitert wurde. Im Kreis der Pazifistinnen sah sie eine sichere Ausgangsbasis für ihren unermüdlichen Einsatz für Frieden und Völkerverständigung, die u. a. auch durch internationale Schüleraustausche und Briefkontakte frühzeitig befördert werden sollte. Sie war eine der ersten, die sich nach dem Krieg um eine Aussöhnung mit Frankreich bemühten. Bereits 1920 ließ sie französische Vertreterinnen der IFFF in Stuttgart öffentlich auftreten und bei Versammlungen in ihrer Muttersprache sprechen. Sie beteiligte sich 1926 an einer Spendenaktion der IFFF, um Geld für den Wiederaufbau und die Wiederaufforstung der von den Deutschen zerstörten Städte und Wälder in Nordfrankreich bereitzustellen. Als eine der Abgeordneten des deutschen Zweiges der IFFF reiste sie am 11. Februar 1926 nach Arras und überreichte 13 000 Francs zur Pflanzung von Bäumen.
Über Veröffentlichungen in der Presse wollte sie die auf zahlreichen Konferenzen ausgearbeiteten Konzepte der IFFF für eine Erziehung zum Frieden einem breiteren Publikum nahebringen. Doch selbst unmittelbar nach dem Krieg zeigte die bürgerliche Presse wenig Interesse an Texten, die sich mit dem Verbot von Kriegsspielzeug, der Abschaffung der Todesstrafe oder dem Verbot der Prügelstrafe befassten. Auch nach dem gerade überstandenen Leid und Elend wollte man von einem Umdenken nichts wissen. Sehr schnell waren Frida Perlen und ihre Mitstreiterinnen erneut heftigen Attacken ausgesetzt. Der Nationalismus war nicht besiegt, wie die Ereignisse auf dem Stuttgarter Weihnachtsmarkt im Jahr 1920 belegen. Frida Perlen berichtete darüber in einem Beitrag für die Zeitschrift der IFFF Die Frau im Staat. Zusammen mit anderen Frauen hatte sie eine „pazifistische Bücherbude“ betrieben, die in der Nacht aufgebrochen und am Tag regelrecht belagert wurde: „Hatte sich doch Alldeutschlands Jugend anscheinend verschworen, uns von ihrer Geistesbeschaffenheit eine 'recht hohe Meinung' beizubringen! Truppweise zogen sie her, meist Studenten, geschmückt mit dem Hakenkreuz… Was haben wir nicht alles zu hören bekommen! 'Sie arbeiten, um die Nation in den Schmutz zu ziehen, es ist eine Schande, dass Sie hier stehen'…“ Insbesondere die nationalsozialistische Presse hetzte fortan gegen diese „abartigen“ deutschen Frauen. Allesamt wurden sie als Jüdinnen bezeichnet und auf Grund ihres „Internationalismus“ im eigenen Land ausgegrenzt.
Frida Perlen ließ sich nicht beirren und pflegte ihre internationalen Kontakte weiter. 1922 nahm sie an der Frauen-Weltkonferenz der IFFF Ein neuer Friede in Den Haag teil. Im November 1923 beantragte sie die Ausstellung eines Reisepasses für die Schweiz, wo sie im Genfer Zentralbüro der IFFF tätig sein wollte. Offensichtlich hielt sie sich danach längere Zeit in der Schweiz auf. Sie genoss, wie sie sagte, die wohltuende Atmosphäre einer Sommerschule, die die IFFF zur Weiterbildung und Erholung ihrer Mitglieder regelmäßig veranstaltete.

### Einsatz für Abrüstung und das Verbot chemischer Vernichtungswaffen
Auf einer Sommerschule am Thunersee traf sie 1924 auf die Schweizer Pazifistin Gertrud Woker, die als Chemikerin bei einem Kongress in den USA Einblick in die Entwicklung chemischer Waffen zur Kriegsführung erhalten hatte. Schockiert von diesem Missbrauch der Wissenschaft sah sich die Wissenschaftlerin nach ihrer Rückkehr dazu verpflichtet, über die grauenhafte Wirkung dieser von den Militärs verharmlosten Massenvernichtungsmittel aufzuklären. Sie überließ Frida Perlen den Text ihres Berichts über die bei diesem Kongress gewonnenen Erkenntnisse mit der Erlaubnis zur Veröffentlichung.
Auf dieser Grundlage verfasste Frida Perlen die Flugschrift Der Kampf der Frauen gegen die Hölle von Gift und Feuer, die sie 1927 für die IFFF im Namen der Gruppe Württemberg in Stuttgart herausgab. Darin wies sie vor allem auf die Bedrohung der Zivilbevölkerung hin, die der Einsatz chemischer Kampfstoffe mit sich bringt. Schonungslos stellte sie die verheerende Wirkung dieser Massenvernichtungsmittel dar, weil sie hoffte, dass die Angst vor der Vernichtung den allgemeinen Kampf gegen diese Waffen und den Krieg auslösen werde.
Eine solche Angst ließ der immer stärker werdende Militarismus nicht zu. Frida Perlen und die wenigen scheinbar aus einer anderen Zeit übriggebliebenen älteren Frauen blieben mehr und mehr unter sich. Die inzwischen wahlberechtigten Frauen der Weimarer Republik distanzierten sich von den ihrer Ansicht nach männerfeindlichen Feministinnen. Dennoch organisierten die Pazifistinnen der IFFF regelmäßig internationale Konferenzen zur Aufklärung über die neuen Kriegsmethoden und zur Ächtung des Kriegs.
1929 fand in Frankfurt/Main der Kongress mit dem Thema Die modernen Kriegsmethoden und der Schutz der Zivilbevölkerung statt. Dem Ehrenkomitee der Konferenz gehörten u. a. Romain Rolland und Albert Einstein an. Um dessen Unterstützung hatte sich Frida Perlen als Pressereferentin der IFFF bemüht. Auch an die Gewerkschaften hatte sie sich gewandt und eine Teilnahme erreicht.
Eine der Rednerinnen auf dem Kongress in Frankfurt war die Chemikerin Gertrud Woker. Ihre Forderungen, die Produktion chemischer Vernichtungswaffen einzustellen, fanden Eingang in die Planung der Internationalen Abrüstungskonferenz des Völkerbunds, die schließlich im März 1932 in Genf stattfand. Für diese Konferenz sammelte die IFFF in allen Mitgliedsländern 6 Millionen Unterschriften für eine weltweite Abrüstungspetition. Die Idee zu dieser Aktion kam von Frida Perlen. Schon 1930 konnte sie Robert Bosch und, nach einem längeren, sehr persönlichen Briefwechsel, auch Albert Einstein als prominente Erstunterzeichner für die deutschen Listen gewinnen.
Am 10. August 1931 erschien von Frida Perlen in der Kölnischen Zeitung ein Aufruf zur Unterstützung der Weltabrüstungskonferenz. Sie bot Einzeichnungslisten an, die bei der „Zentralstelle für Weltabrüstung, Frida Perlen, Stuttgart, Salzmannsweg 16“ angefordert werden können.
Danach sind keine Belege für ihre weitere Tätigkeit vorhanden. Nach einem Vorbereitungstreffen der Pazifistinnen für die Abrüstungskonferenz im Januar 1932 setzte eine schmutzige Kampagne der NS-Presse gegen die Veranstalterinnen ein. Sie mündete in brutale Störungen durch die SA im Januar 1933 im Münchner Hofbräukeller, wo die letzte große Friedenskundgebung der IFFF stattfand.

### Verbot der IFFF durch die Nationalsozialisten
Die IFFF war eine der ersten Organisationen, die von den Nationalsozialisten am 28. Februar 1933 verboten wurden. Den Mitgliedern drohte Schutzhaft, ihr Besitz wurde konfisziert. Frida Perlens Einsatz für den Erhalt des Friedens war in Deutschland nicht länger möglich.